# Колоньє
Колоньє (італ. Cologne) — муніципалітет в Італії, у регіоні Ломбардія, провінція Брешія.
Колоньє розташоване на відстані близько 460 км на північний захід від Рима, 60 км на схід від Мілана, 25 км на захід від Брешії.
Населення — 7653 особи (2014).
Щорічний фестиваль відбувається 19 червня. Покровителі — святі Гервасій та Протасій.

## Демографія
Населення за роками:

Станом на 1 січня 2023 року в муніципалітеті офіційно проживали 804 іноземці з 43 країн, серед них 105 громадян країн Євросоюзу та 36 громадян України.

## Сусідні муніципалітети
- К'ярі
- Коккальйо
- Ербуско
- Палаццоло-сулл'Ольйо